# Горковский сельсовет (Беларусь)
Горковский сельсовет — упразднённая административная единица на территории Стародорожского района Минской области Республики Беларусь.
Горковский сельский Совет располагался в западной части Стародорожского района. Административный центр — агрогородок Горки, находящийся в 17 км от районного центра города Старые Дороги.
Сельсовет упразднён решением Минского областного Совета депутатов от 28 мая 2013 г. Его территория включена в состав Языльского сельсовета.

## Состав
Горковский сельсовет включал в себя 13 населённых пунктов:
- Березинка — деревня.
- Горки — агрогородок.
- Добринка — деревня.
- Заболотье — деревня.
- Заречное — деревня.
- Медведня — деревня.
- Новосёлки — агрогородок.
- Паськова Горка — деревня.
- Подъяменец — деревня.
- Пролетарский — посёлок.
- Селище — деревня.
- Солон — агрогородок.
- Углы — деревня.

## Производственная сфера
- Горковское лесничество
- Питомник ГОЛХУ «Стародорожский опытный лесхоз».
- ОАО «Асвица».

## Социально-культурная сфера
- Здравоохранение: 3 фельдшерско-акушерских пункта
- Образование: 1 средняя общеобразовательная школа, 1 детский сад.
- Культура: 1 Центр культуры и досуга, 1 библиотека-клуб, 1 библиотека.